# 卡爾塔舒
卡爾塔舒（Cartaxo）是葡萄牙的一個城市，面積158.2 km²，人口有24,465人，市區人口有9,507人。

## 外部連結
- Town Hall official website（页面存档备份，存于）